# SN 2007ay
SN 2007ay – supernowa typu IIb odkryta 22 marca 2007 roku w galaktyce UGC 4310. W momencie odkrycia miała maksymalną jasność 17,10m.